# Co-evolutie

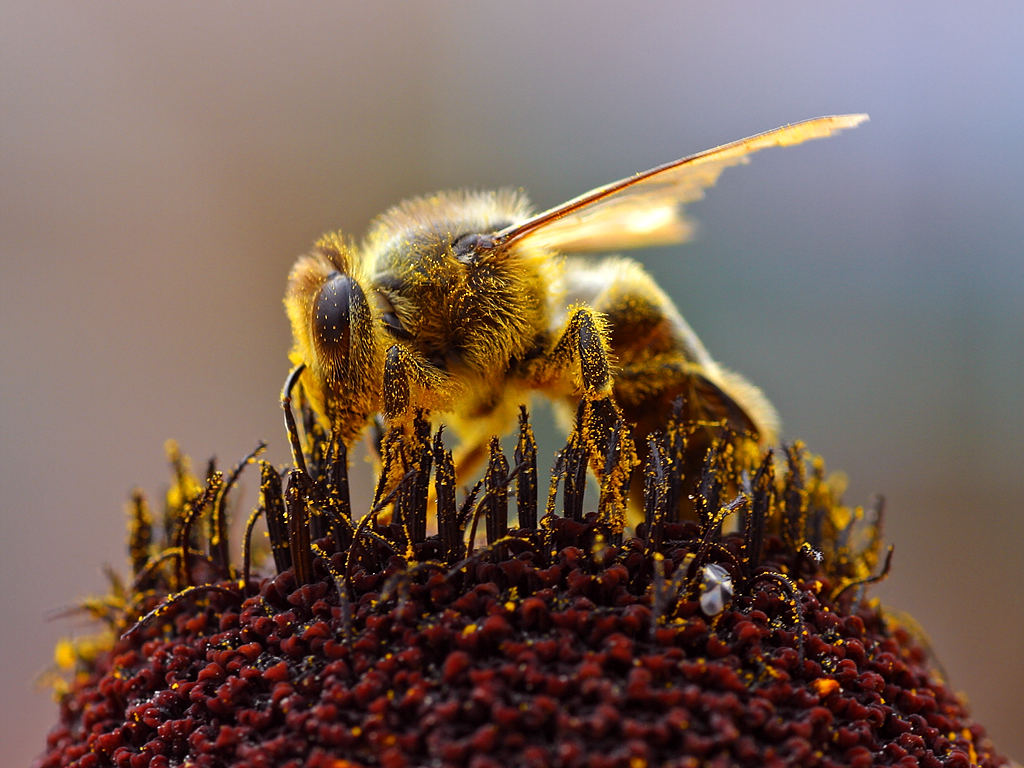
Bij met stuifmeel

Co-evolutie is het proces in de evolutie waarbij soorten zich voortdurend aan elkaar aanpassen. 
Vaak leidt co-evolutie tot een samenwerkingsverband, waarbij beide soorten niet meer zonder elkaar kunnen. Soms leidt het tot een evolutionaire wapenwedloop, waarbij de evolutie van bepaalde predatorstrategieën de selectieve drijvende kracht vormen voor de ontwikkeling en verfijning van prooistrategieën.
Een voorbeeld waartoe zo'n co-evolutie leidt, is de biologische redundantie bij de cytokinen, zoals de virale chemokine-bindende eiwitten.

## Co-evolutie in de bioantropologie
De biologische kenmerken die mensen bezitten zijn een gevolg van natuurlijke selectie. Maar toen de mens cultuur begon te ontwikkelen, kregen degenen die beter waren in culturele activiteiten (gebruik van werktuigen, paleotaal), een selectievoordeel. Er deed zich dus een culturele selectie voor die een wisselwerking had met de natuurlijke selectie. 
Biologische evolutie gaat aldus hand in hand met culturele evolutie. Mensen die taal beheersten hadden een evolutionair voordeel. Hersencapaciteit die leidde tot een groter taalvermogen werd daardoor uitgeselecteerd. Onze cultuur raakt op die manier in onze biologie ingebakken.